# 布拉德菲爾德科納 (印第安納州)
布拉德菲爾德科納（英語：Bradfield Corner）是位於美國印第安納州帕克縣的一個非建制地區。該地的面積和人口皆未知。

## 地理
布拉德菲爾德科納海拔高度為656英呎。而該地所採用的時區為UTC-5，即北美東部時區（EST）。同時該地設有夏令時間，為UTC-5調快一小時，即UTC-4（EDT）。